# Distrito de Lushnjë
El distrito de Lushnjë (en albanés: Rrethi i Lushnjës) fue uno de los 36 distritos de Albania. Contaba con una población estimada de 143,000 habitantes (2004) y un área de 712 km². Se ubicaba en el oeste de la nación y tenía como capital a la ciudad de Lushnjë.